# Ajay Bhatt

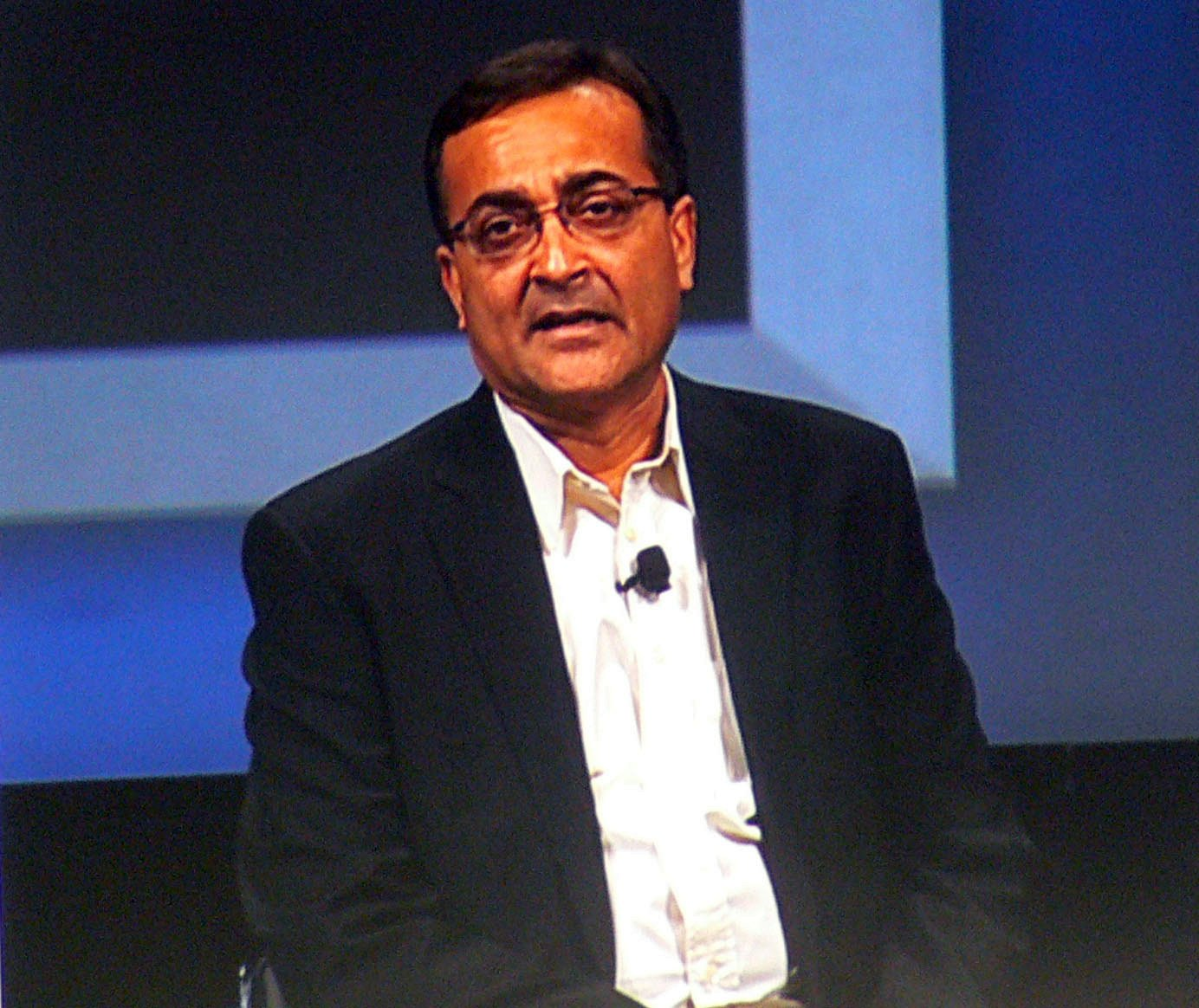
Ajay Bhatt bei Intel

Ajay Bhatt (* 6. September 1957 in Vadodara, Gujarat, Indien) ist ein indisch-amerikanischer Informatiker.

## Leben
Bhatt studierte an der Maharaja Sayajirao University of Baroda in Vadodara und danach an der City University of New York Informatik und ist beim US-amerikanischen Unternehmen Intel beschäftigt. Bhatt war maßgeblich an der Entwicklung des Accelerated Graphics Port, des PCI Express und des Universal Serial Bus (USB) beteiligt.
2013 erhielt er den Europäischen Erfinderpreis in der Kategorie „außereuropäische Erfindung“ für die Entwicklung des Universal Serial Bus. Bhatt wohnt in Oregon.